# 叉枝蒿
叉枝蒿（学名：Artemisia divaricata）是菊科蒿属的植物，为中国的特有植物。分布于中国大陆的云南、四川、湖北等地，生长于海拔2,000米至3,400米的地区，常生于荒山、草坡以及路旁等地，目前尚未由人工引种栽培。